# Oosterdijk (plaats)
Oosterdijk is een dorp in het noorden van de gemeente Enkhuizen in de Nederlandse provincie Noord-Holland. Oosterdijk valt voor de postcodes onder de stad Enkhuizen.
Oosterdijk ligt aan het IJsselmeer, en heeft circa 80 inwoners verspreid over 32 woningen. Het dorp ligt door lintbebouwing vast aan de naastgelegen plaats Andijk, en ligt niet vast aan de bebouwing van de stad Enkhuizen. De naam van het dorp is ontleend aan het feit dat het dorp in de oostelijke hoek ligt van de Westfriese Omringdijk, die daar de Oosterdijk heet. Het dorp wordt niet opgenomen als dorp in de telefoongids, alle bewoners staan geregistreerd als bewoner van Enkhuizen, hoewel het dorp tot de grote omnummering in 1995 het netnummer deelde met Andijk, en niet met Enkhuizen.
Het dorp is vooral bekend van de gebouwen De Tent en De Ven. De Tent is het gebouw waar vroeger de dijkgraaf en heemraden van het ambacht Drechterland vergaderden en De Ven is de uit 1700 daterende vuurtoren op de hoek van de dijk, net buiten de lintbebouwing van het dorp.

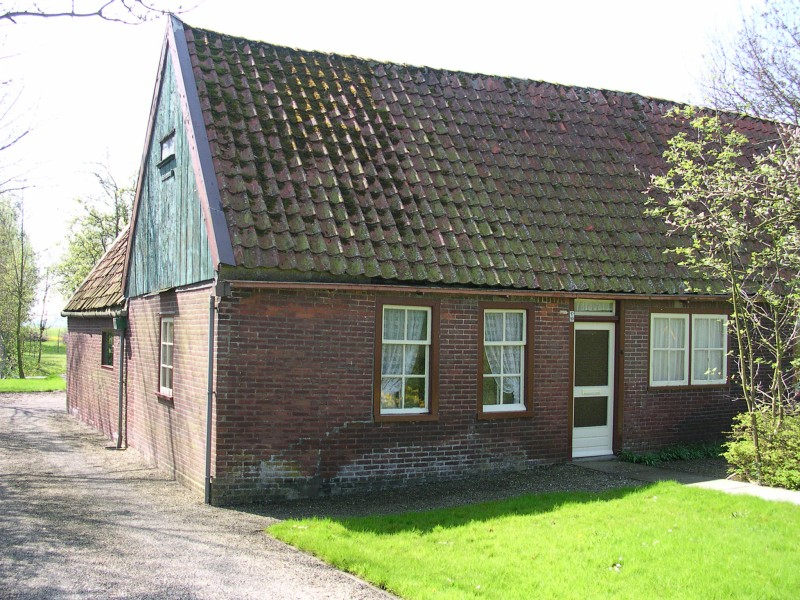
Een oud huis in Oosterdijk
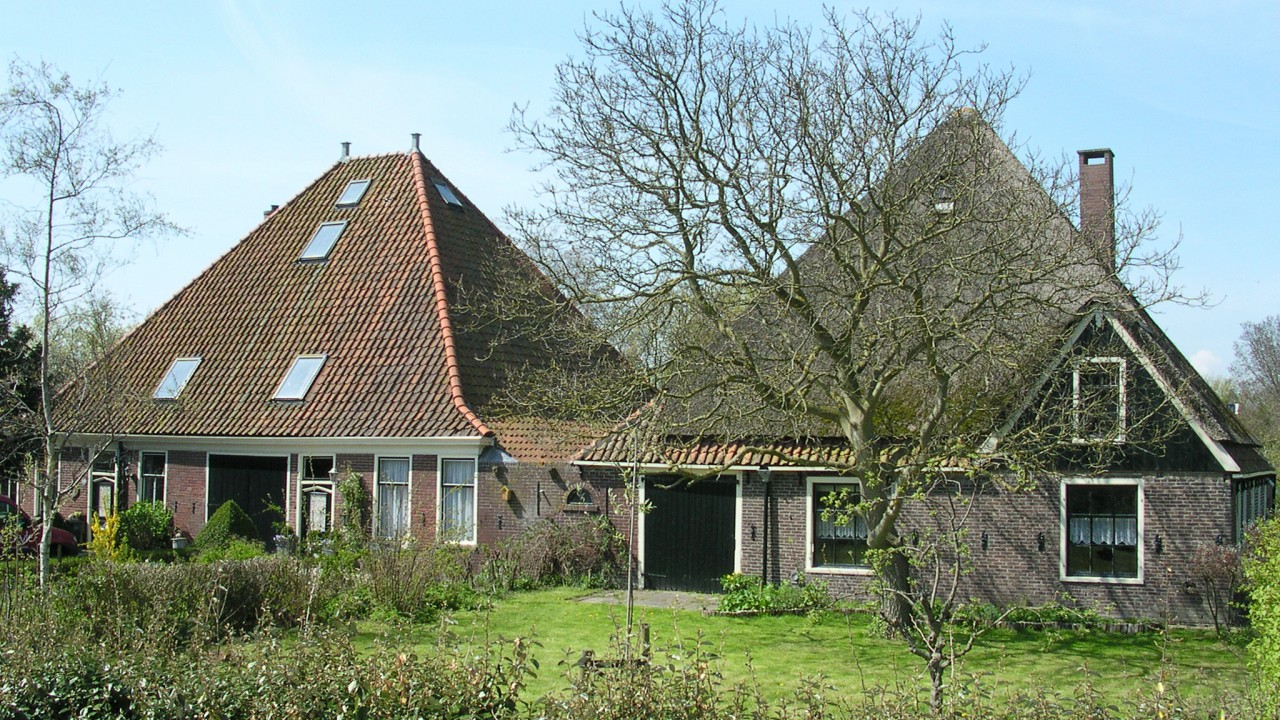
Twee stolpboerderij die aan elkaar zijn gelegen
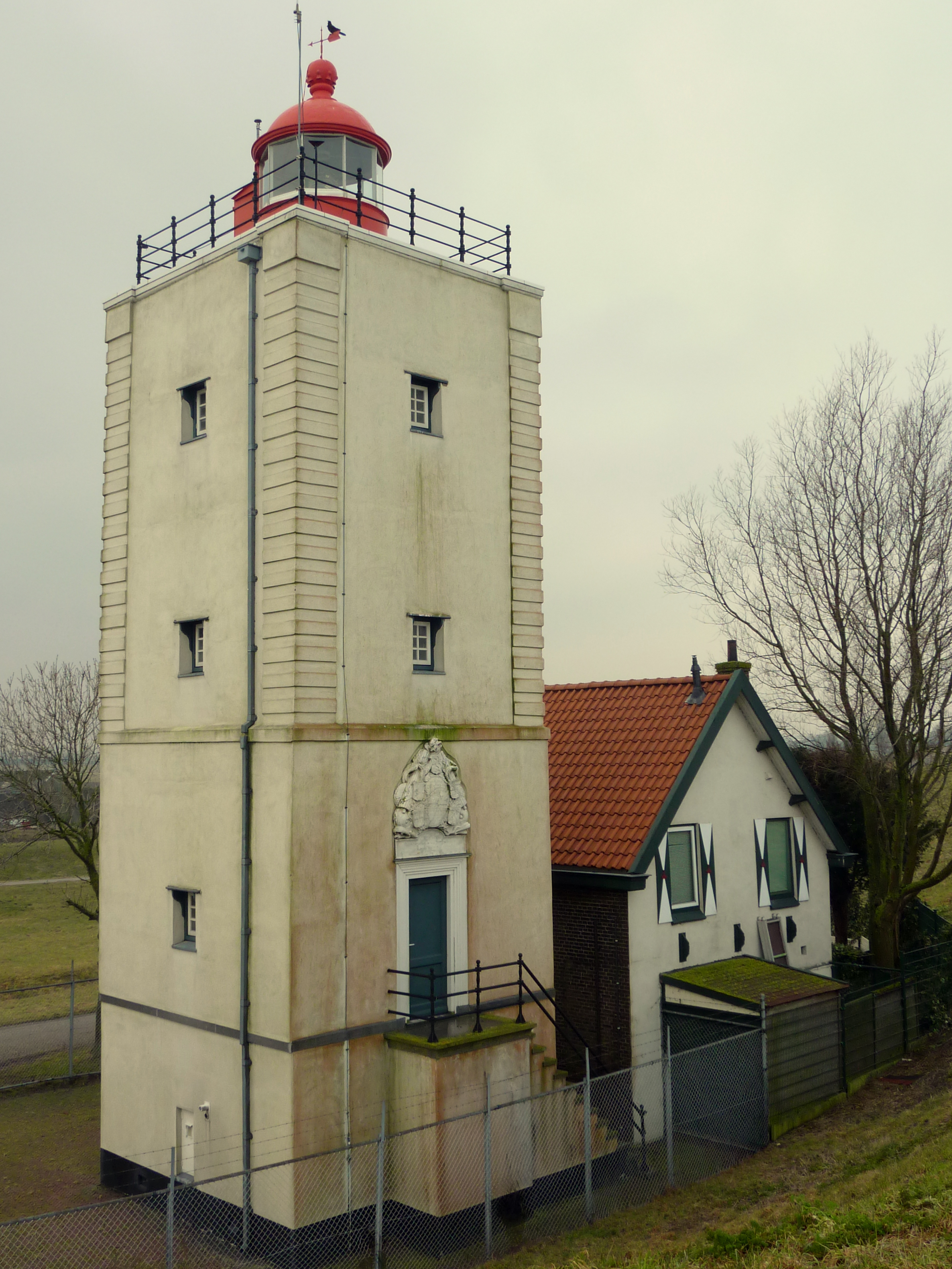
Vuurtoren De Ven

Stad: Enkhuizen      Dorp: Oosterdijk      Buurtschap: Westeinde